# Городище (Зеленодольский район)
Городи́ще — деревня в Зеленодольском районе Татарстана. Входит в состав Молвинского сельского поселения.

## География
Находится на реке Свияга, в 37 км к югу от города Зеленодольска.

## История
Окрестности деревни были обитаемы в эпоху бронзового века и в период Волжской Булгарии, о чём свидетельствуют археологические памятники: Городищенское городище (булгарский памятник домонгольского и золотоордынского периодов, площадь 10 тыс. кв. м с остатками валов), Городищенское селище (булгарский памятник домонгольского периода), Городищенские местонахождения I (приказанская культура бронзового века) и II (булгарский памятник).
Известна с 1565—1567 годов как татарско-чувашская деревня Большое Утяково (Итяково). В XVIII — первой половине XIX века жители относились к сословию государственных крестьян (из бывших ясачных татар), около 10% числились крещёными. Основные занятия жителей в этот период — земледелие и разведение скота.
В «Списке населенных мест по сведениям 1859 года», изданном в 1866 году, населённый пункт упомянут как казённая деревня Большое Утяково (Городищи) 2-го стана Свияжского уезда Казанской губернии. Располагалась при речке Свияге, по тракту из Свияжска в село Утяшки, в 27 верстах от уездного города Свияжска и в 4 верстах от становой квартиры в казённой и  владельческой деревне Утяшки. В деревне, в 60 дворах проживали 326 человек (170 мужчин и 156 женщин), был мусульманский молитвенный дом.
Новая мечеть была построена в 1882 году.
В начале XX века также действовали медресе, ветряная мельница, мелочная лавка. В этот период земельный надел сельской общины составлял 649 десятин.
До 1920 года деревня входила в Азелеевскую волость Свияжского уезда Казанской губернии. С 1920 года в составе Свияжского кантона ТАССР. С 14 февраля 1927 года в Нурлатском, с 1 февраля 1963 года в Зеленодольском районах.
В 1931 году в деревне был организован первый колхоз (с 1994 г. коллективное предприятие, с 2002 г. сельскохозяйственный производственный кооператив «Мулиле»), с 2003 года в составе подразделения акционерного общества «Красный Восток Агро» (молочное скотоводство).

## Население
| 1782 | 1859 | 1897 | 1908 | 1926 | 1938 | 1949 | 1958 | 1970 | 1979 | 1989 | 2002 | 2010 | 2017 |
| ---- | ---- | ---- | ---- | ---- | ---- | ---- | ---- | ---- | ---- | ---- | ---- | ---- | ---- |
| 41   | 326  | 520  | 634  | 502  | 576  | 346  | 234  | 252  | 206  | 119  | 100  | 68   | 73   |

Национальный состав села — татары.

## Инфраструктура
Действуют клуб (с 1965 г.), фельдшерско-акушерский пункт.